# Liga Sanrafaelina de Fútbol
La Liga Sanrafaelina de Fútbol es una de las ligas regionales perteneciente a la provincia de Mendoza en Argentina. Su sede se ubica en la ciudad de San Rafael. 
Actualmente, el Sportivo Pedal Club, es actual campeón de torneo clausura 2024, siendo el club con más títulos de San Rafael.

## Equipos afiliados
- Atlético Pilares
- Atlético San Luis
- Club Atlético Cuadro Nacional
- Club Atlético Villa Atuel
- Club Atuel Norte
- Club Constitución
- Club Deportivo Argentino
- Club Deportivo y Cultural El Tropezón
- Club Huracán
- Club Rincón del Atuel
- Club San Martín
- Club San Martín
- Club Social y Deportivo Cuadro Benegas
- Club Defensores de Las Paredes
- Club Social y Deportivo La Llave
- Club Sportivo Balloffet
- Club Sportivo El Porvenir
- Sport Club Quiroga
- Sportivo Pedal Club
- Club Deportivo Y Social Las Malvinas
- Club Social Y Deportivo Villa 25 De Mayo
- Club Deportivo Colonia Elena
- Club San Luis Gonzaga
- Club Social y Deportivo Goudge
- Club Unión Social El Molino
- Club Independiente Calle Larga